# Diplozoon paradoxum
Diplozoon paradoxum is een soort in de taxonomische indeling van de platwormen (Platyhelminthes). De worm is tweeslachtig en kan zowel mannelijke als vrouwelijke geslachtscellen produceren. De soort leeft in diverse zoet wateren van Azië en Europa en heeft een grootte van 7 millimeter. Bij de mond heeft de platworm diverse haken welke worden gebruikt om de kieuwen van een vis te grijpen. Op die plaats neemt de platworm bloed uit de vis en in  de lente worden daar ook de eitjes gelegd.
De platworm behoort tot het geslacht Diplozoon en behoort tot de familie Diplozoidae. De wetenschappelijke naam van de soort werd voor het eerst geldig gepubliceerd in 1832 door Von Nordmann.